# Kaliksta Teano
Kaliksta Teano z Rzewuskich herbu Krzywda (ur. 15 sierpnia 1810 w Opolu Lubelskim, zm. 9 sierpnia 1842 w Castel Gandolfo) – polska pisarka.
Córka Wacława Seweryna Rzewuskiego, podróżnika i orientalisty, i Aleksandry Franciszki Lubomirskiej, córki Aleksandra (zm. 1808), generała majora wojsk francuskich i kasztelana kijowskiego. Siostra Stanisława, badacza literatury i historyka filozofii i Leonsa, publicysty. Kaliksta otrzymała gruntowne wykształcenie, biegle władała 7 językami, m.in. polskim, angielskim, niemieckim, łacińskim, włoskim.
29 stycznia 1840 roku poślubiła księcia Michała Anioła Caetani Teano (1804-1882), z małżeństwa urodziło się dwoje dzieci: Hersylia (1840-1879) i Honoriusz (1842-1917). Honoriusz został Ministrem Spraw Zagranicznych Królestwa Włoch, a Hersylia została archeolożką i pierwszą kobietą studiującą na Accademia Nazionale dei Lincei.
Wydała „Opis Koloseum w Rzymie” (1841), „Polidor”, oraz powieści „Przeszkody”, „Łaska i przeznaczenie”.
Kaliksta zmarła nagle w wieku 32 lat w Castel Gandolfo, co zostało odnotowane w nekrologu w Kurierze Warszawskim.
Pośmiertne wspomnienie o niej wydał w Warszawie w 1843 roku Andrzej Edward Koźmian – „Wspomnienie o Kaliście z Rzewuskich księżnej Teano”.